# Свети Захарий (Грамос)
„Свети Захарий“ (на гръцки: Ναός Αγίου Ζαχαρία στο Γράμμο) е православна църква, разположена в планината Грамос на територията на костурския дем Нестрам, Гърция. Църквата е единствената останала сграда от изчезналото едноименно село Загар (Захарий).

## История
Храмът според повечето изследователи е строен в края XVI век и е една от най-впечатляващите църкви в района. Той е основната църква (католикон) на изчезнал манастир, вероятно метох на съседния манастир „Свети Арахангели“ край село Чука, тъй като църквата е малка. Оцеляла е единствено църквата, но са открити основите на монашеските килии.
Около манастира се развива селцето Загар. След унищожаването на Линотопи в 1769 година в Загар се заселва мюсюлманско население, което обръща църквата в джамия. По-късно храмът е превърнат в обор. След присъединяването на областта към Гърция в 1912 година, отново става църква. В XX век е възстановен притворът, който дотогава е в руини.
В 1990 година църквата е обявена за паметник на културата.

## Архитектура
Църквата е кръстокуполна, покрита с каменни плочи, което заедно с внимателната зидария показва, че тя е дело на строители от еписката школа.
Вътрешността на храма е изписана с фрески, но голяма част от тях са унищожени при пожар. Запазените фрагменти са от XVII век, което се потвърждава от надпис отвътре над прозорец на южната стена с датата 1671.
| „ | ΔΕΗĊΙĊ ΤΟΥ ΔΟΥΛΟΥ ΤΟΥ ΘΕ....ΕΝ ΕΤΕΙ ΑΧΟΑ (1671) | “ |

Стенописите в храма се свързват със зографи от Линотопската художествена школа. Повреденият надпис над прага на храма е написан на арумънски с гръцки букви и гласи:
| „ | Κάρι βα σ’ ίντρα τρου αέστα μπισιάρικα σι βα σ’ ινκλίνα κου εβλάβιε Ντουμνιτζάου βα λι ατζιούτα Който влезе в този храм и се поклони с благоговение, Бог ще му помогне | “ |

- Стенописи в църквата